# Écologie sociale (théorie philosophique)
Ne doit pas être confondu avec Social-écologie ou Écosocialisme.
Pour les articles homonymes, voir Écologie sociale.
L’écologie sociale est une théorie philosophique, sociale et politique sur l'écologie élaborée par l’Américain Murray Bookchin (1921-2006) dans les années 1960.
Elle présente les problèmes écologiques comme découlant principalement de problèmes sociaux, notamment des différentes formes de hiérarchie et de domination, et cherche à les régler à travers le modèle d’une société adaptée au développement humain et à la biosphère. C’est une théorie de l'écologie politique radicale basée sur le communalisme, qui s’oppose au système capitaliste actuel de production et de consommation. Elle vise la mise en place d’une société morale, décentralisée, solidaire, guidée par la raison.

## Principes fondamentaux
L’œuvre de Murray Bookchin, débutant par des écrits anarchistes sur le sujet dans les années 1960, a continuellement évolué. Vers la fin des années 1990 il y intègre toujours plus le principe de communalisme, avec des aspirations plus portées vers la démocratie municipale institutionnalisée, ce qui le distancie d'une certaine évolution de l'anarchisme. Inspirée de l’anarchisme (de Kropotkine principalement) et du communisme, des écrits de Marx et de Engels, l’écologie sociale se veut éviter les écueils d'une écologie néo-malthusienne qui efface les rapports sociaux en les substituant par les "forces naturelles" mais également d'une écologie technocratique qui considère qu'il faut compter sur la technologie et accorder plus de puissance aux États. Selon Bookchin, ces deux courants dépolitisent l'écologie et mythifient le passé ou le futur.
Ainsi, l'écologie sociale s’articule au travers de plusieurs principes clés :

### L'interdépendance et le principe d'unité dans la diversité
L'écologie sociale cherche à s'opposer à l'uniformisation des êtres et des pensées et veut promouvoir l'apport de la diversité, de l'union organique des différentes parts de la société. Les différences doivent être promues comme apportant une diversité de talents, de points de vue, de styles permettant de faire évoluer la société tout en la rendant plus stable.

### La décentralisation
Une société d’écologie sociale prendrait la forme d’une confédération de communes décentralisées et liées entre elles par des liens commerciaux et sociaux. Des sources d’énergies renouvelables dispersées permettraient d’alimenter ces communautés à taille humaine et d’apporter à chacun selon ses besoins.

### La démocratie directe
Structurée autour du principe d’une forme de communalisme dite municipalisme libertaire, l’écologie sociale prône le développement des assemblées communales, version modernisée du type développé par les Athéniens dans l’Antiquité ou mis en place durant la Commune de Paris pour la prise de décisions politiques. Les décisions concernant la vie de la commune sont discutées et votées à la majorité dans ces assemblées. De même, à l’échelon supérieur, des représentants munis de mandats impératifs, et donc révocables, sont désignés pour aller représenter leur commune lors des assemblées régionales, nationales, etc. C’est un système horizontal, une démocratie populaire non hiérarchique, dont les décisions vont de bas en haut et sont prises dans la transparence du face-à-face.

### Un renouveau de la citoyenneté
À la base du système d'écologie sociale se trouvent le citoyen et la communauté. Chaque personne doit réapprendre à participer aux choix concernant la vie locale, et pour ce faire il lui faut réapprendre à décider en commun. Le citoyen doit redevenir responsable et connaître le minimum lui permettant de prendre une part active dans la gestion de la société, notamment ce qui a une répercussion directe sur sa vie et celle d'autrui.

### Une technologie libératrice
L’écologie sociale ne s’oppose pas aux technologies modernes mais est partisane en revanche d’un développement de celles-ci pour les mettre au service de l’être humain. La science doit retrouver son sens moral et se développer pour l'humain et non l'asservir. Les machines et outils modernes doivent devenir multifonctionnels, durables, écologiques et faciles à utiliser ainsi qu'à entretenir. En devenant maître de la technique qu'il utilise, le citoyen pourra se libérer du travail pénible et se concentrer sur l'aspect créatif et positif des tâches.
Dans un article de 1965, intitulé Vers une technologie libératrice, Murray Bookchin explique le lien faisable entre la technologie et la cybernétique au sein d'une société libertaire :

« Cette révolution technologique et les perspectives qu’elle ouvre à la société tout entière sont le fondement réel des modes de vie radicalement nouveaux qui se répandent parmi la jeunesse actuelle en même temps que, très rapidement, elle se dégage des valeurs de ses aînés et des traditions immémoriales qui plaçaient le travail au centre de tout. Même la revendication récente d’un revenu annuel garanti reflète, quoique bien faiblement, la nouvelle réalité qui imprègne la mentalité des jeunes. Grâce à l’apparition de la technologie cybernétique, un nombre sans cesse croissant de jeunes se mettent à croire fermement à la possibilité d’une vie débarrassée des peines du travail. […] Les possibilités créées par l’application de la cybernétique à la technologie ne se limiteraient pas à la satisfaction des besoins matériels humains. Nous aurions aussi la liberté nécessaire pour nous demander comment la machine, l’usine et la mine pourraient servir à promouvoir la solidarité humaine, à établir une relation équilibrée avec la nature et une communauté véritablement organique, une « écocommunauté ». […] Pourquoi ne pas utiliser des machines automatisées et cybernétisées de telle façon qu’elles assument l’extraction, la préparation et le transport des matières premières puis le dégrossissage des produits et laissent aux membres de la communauté les derniers stades de la fabrication impliquant habileté manuelle et sens artistique. La plupart des pierres dont sont faites les cathédrales ont été soigneusement taillées et appareillées de façon à faciliter leur assemblage – travail ingrat et répétitif qui s’effectue aujourd’hui vite et sans effort grâce à des machines. […] Dans une communauté libérée, la combinaison de la machine et de l’outil artisanal pourrait atteindre un degré de sophistication et d’interdépendance créatrice inégalable. La vision de William Morris d’un retour à l’artisanat serait débarrassée de ses pointes nostalgiques. On serait vraiment fondé à parler d’un progrès qualitatif de la technique, d’une technologie au service de la vie. »

### Une vision sociale du travail
Développer les machines a, dans l’écologie sociale, pour but de libérer l’être humain d’une grande part du travail manuel (travail en usine) pouvant être fait par des machines, en vue de lui laisser le travail créatif et réduire son temps de travail. Le temps gagné pourrait lui permettre de participer à la vie politique de son quartier et de profiter plus pleinement de la vie sociale. Le modèle s’articule ainsi autour de temps partiels diversifiés, alliant autant que possible travail à l’intérieur et à l’extérieur, intellectuel et concret, etc.

### Le naturalisme dialectique
Le naturalisme dialectique est une philosophie dialectique développée pour servir de fondement éthique à une société basée sur les principes de l’écologie sociale. Afin de lutter contre les ravages des représentations binaires occidentales, cette philosophie s'appuie sur la pensée « développementale » pour appréhender la complexité du vivant. Ainsi, le naturalisme dialectique invite à ne pas étudier les espèces en les isolants les unes des autres, ce qui est le « reflet du parti-pris entrepreneurial de notre culture » mais à penser leur interrelations. Son principe est que « ce qui devrait être » doit servir de base éthique à « ce qui est », dans le but d'accompagner la liberté en germe dans la nature.

## Actualités

### Rencontres internationales
En mai 2016, sont organisées à Lyon les premières « Rencontres internationales de l’écologie sociale » qui réunissent une centaine d'écologistes radicaux, de décroissants et de libertaires venus pour la plupart de France, de Belgique, d’Espagne et de Suisse, mais aussi des États-Unis, du Guatemala ou encore du Québec. Au centre des débats : le municipalisme libertaire comme alternative à l’État-nation et le besoin de repenser le militantisme,.
La deuxième édition des rencontres ont lieu à Bilbao, du 27 au 29 octobre 2017 et la troisième à Liège, du 26 au 29 septembre 2019.

### Mouvement kurde
Les réflexions de Murray Bookchin sur « l'écologie sociale » et « le municipalisme libertaire » ont également inspiré le leader historique du mouvement kurde Abdullah Öcalan à créer, à partir de sa prison turque, le concept de confédéralisme démocratique, qui vise à rapprocher les peuples du Moyen-Orient dans une confédération de communautés démocratiques, multiculturelles et écologiques,. Adopté par le Parti des travailleurs du Kurdistan (PKK) à partir de 2005, le programme d'Öcalan a représenté un tournant idéologique majeur dans le mouvement nationaliste kurde, une fois engagé dans la lutte armée pour un État indépendant, pour dépasser le marxisme-léninisme des premiers temps,.
En plus du PKK, le projet internationaliste d'Öcalan a ensuite été accueilli par son homologue syrien, le Parti de l’union démocratique (PYD), la première organisation au monde à avoir réellement fondé une société basée sur les principes du confédéralisme démocratique,,. Le 6 janvier 2014, les cantons du Rojava dans le Kurdistan syrien, se fédèrent en communes autonomes, adoptant un contrat social qui établit une société décentralisée et non hiérarchique, fondée sur les principes de la démocratie directe, du féminisme, de l'écologie, pluralisme culturel, politique participative et coopérativisme économique,,,.

### Écrits traduits
- Pour un municipalisme libertaire, Murray Bookchin, Atelier de création libertaire, 2003
- Quelle écologie radicale ? Écologie sociale et écologie profonde en débat, Murray Bookchin, Dave Foreman, Atelier de création libertaire, 1994
- Pour une société écologique, Murray Bookchin, 1976, Paris, Christian Bourgois. Traduction de l'américain par Helen Arnold et Daniel Blanchard. Recueil de textes et préface inédite de l'auteur.  (ISBN 2-267-00035-0)
- Post-Scarcity Anarchism, Murray Bookchin, Rampart Press, 1971
- Qu’est-ce que l’écologie sociale ?, Murray Bookchin, Atelier de création libertaire, rééd. 2003
- Une société à refaire - Pour une écologie de la liberté, Murray Bookchin, Atelier de création libertaire, rééd. 1992
- Janet Biehl, Écologie ou Catastrophe. La vie de Murray Bookchin, L’Amourier éditions, 2018, 624 p.,  (ISBN 978-2364180475), présentation éditeur.
- L’Écologie sociale : penser la liberté au-delà de l'humain, Murray Bookchin, 2020, Marseille, Wildproject, 336p. Traduction et postface de Marin Schaffner. Anthologie de textes inédits.  (ISBN 978-2-918-490-951) présentation éditeur.

### Ouvrages généraux francophones
- Pierre-Antoine Chardel et Bernard Reber (sous la direction de), Écologies sociales. Le souci du commun, éd. Parangon, 2014.
- Vincent Gerber, Murray Bookchin et l'écologie sociale : Une biographie intellectuelle, éd. Ecosociété, 2013.
- Floréal M. Romero, Agir ici et maintenant, penser l'écologie sociale de Murray Bookchin, éditions du commun, octobre 2019.

### Presse
- Benjamin Fernandez, « Murray Bookchin, écologie ou barbarie », Le Monde diplomatique,‎ juillet 2016 (lire en ligne).
- Mathieu Léonard, « Le Kurdistan, nouvelle utopie. Un nouveau Chiapas au Moyen-Orient ? », Revue du crieur, no 4,‎ 2016, p. 128-143 (ISSN 2428-4068, e-ISSN 2649-7565, DOI 10.3917/crieu.004.0128)
- Ernest London, Murray Bookchin, l’utopie anarchiste au prisme de l’écologie, Reporterre, 27 octobre 2018, [lire en ligne].

### Documentaire
- Philippe Borrel, Les insurgés de la Terre, Arte France, 2010, 54 minutes, voir en ligne.

### Radio
- Jean Lebrun, Gaetano Manfredonia, Les anarchistes et l'écologie, La marche de l'histoire, France Inter, 16 février 2015, écouter en ligne.